# أغسطس دبليو. هولتون
أغسطس دبليو. هولتون (بالإنجليزية: Augustus W. Holton)‏ هو مهندس معماري أمريكي، ولد في 1850 في نورثفيلد في الولايات المتحدة، وتوفي في 1911 في ويستفيلد في الولايات المتحدة.